# Groupe SEB
Groupe SEB (Société d'Emboutissage de Bourgogne) er en fransk producent af kogegrej, køkkenudstyr og køkkenapparater. Virksomhedens brands omfatter All-Clad, Krups, Moulinex, Rowenta, Tefal (inklusive OBH Nordica) og WMF Group. Groupe SEB blev oprindeligt etableret af Antoine Lescure i 1857.